# Oberhofer Weißachalm
Die Oberhofer Weißachalm, historisch auch Felsweißachalm ist eine Alm in den Bayerischen Voralpen. Sie liegt im Gemeindegebiet von Kreuth.
Das Almgebiet befindet sich an der Nordseite des Blaubergkammes, südlich der Siebenhüttenalm, etwas oberhalb liegt die Königshütte.
Die kleine Almlichte wird nach Osten durch die Schlucht der Felsweißach begrenzt.
Die Alm war bereits auf der Uraufnahme namentlich erwähnt.
Die Alm wird beim Zustieg zur Wolfsschlucht passiert.